# Rue Hélène-et-François-Missoffe
La rue Hélène-et-François-Missoffe est une voie du 17e arrondissement de Paris, en France. 

## Situation et accès
Cette nouvelle voie de la zone d'aménagement concerté (ZAC) Porte Pouchet permet de connecter le boulevard du Bois-le-Prêtre à la rue Ingrid-Jonker à Saint-Ouen-sur-Seine au niveau du parc François-Mitterrand.
Elle permet de fermer la place Pouchet (ouverte en 2019).
La rue est desservie par la ligne 3b du tramway d'Île-de-France.

### Aménagement
À l'est de la rue, une résidence hôtelière de 145 chambres de 4 650 m2 et des commerces de proximité de 1 350 m2 au rez-de-chaussée (projet Hardel et le Bihan) a ouvert fin 2017.

## Origine du nom
Elle porte le nom de Hélène (1927-2015) et François Missoffe (1919-2003), anciens députés de Paris et anciens ministres.

## Historique
La voie est créée en juin 2014 dans le cadre de l'aménagement de la ZAC Porte Pouchet sous le nom provisoire de voie « CL/17 » et ouverte à la circulation le 10 mars 2015 en sens unique depuis Saint-Ouen. En décembre 2017, elle est prolongée au sud vers la rue Pierre-Rebière, via la rue Andrée-Putman. En son milieu (no 16), elle est connectée à la rue Émile-Borel. Elle donne accès au jardin Hans-et-Sophie-Scholl.
En 2016, la rue est nommée « rue Hélène-et-François-Missoffe ».